# Sestu
Sestu ist eine italienische Gemeinde in der Metropolitanstadt Cagliari auf Sardinien mit 20.792 Einwohnern (Stand 31. Dezember 2023). Sie liegt zirka 10 km von der Hauptstadt Cagliari in der Ebene des Campidano. Sestu produziert Getreide (besonders Weizenmehl), Gemüse und Obst (besonders Weintrauben).
Die Nachbargemeinden sind Assemini, Cagliari, Elmas, Monserrato Monastir, San Sperate, Selargius, Serdiana, Settimo San Pietro und Ussana.
Wichtigste Kirchen sind:
- San Gemiliano (13. Jahrhundert)
- San Giorgio (14. Jahrhundert)
- San Salvatore (13. Jahrhundert)
- Sant’Antonio (1930er Jahre)
- Nostra Signora delle Grazie (1980er Jahre)

Nordwestlich vom Ort liegt die Protonuraghe Magangiosa.

## Kultur
In Sestu gibt es zwei Folkloregruppen: die Folkloregruppe I Nuraghi und die Folkloregruppe San Gemiliano. Beide Gruppen widmen sich der Bewahrung der für Campidano und Sestu typischen Kleidungs-, Sprach- und sozialen Ausdruckstraditionen wie Tanz und Gesang. Die Sestu-Kultur ist tief in den Traditionen des Campidano-Gebiets von Cagliari verwurzelt, von der Verwendung der Launeddas, dem Gitarrengesang und der gesungenen Poesie bis hin zur Verwendung des gebräuchlicheren diatonischen Akkordeons, auf Sardisch sonètu genannt.
Im Bereich des traditionellen tanzes schlagen die beiden gruppen traditionelle tänze aus ganz Sardinien vor und führen sie auf, wie etwa die Kreistänze namens ballitus oder ballus tundus und die passu torrau-Tänze, Tänze, die durch eine kontinuierliche "rückkehr" des schrittes auf rhythmische weise gekennzeichnet sind, bis hin zu den typischen tänzen des Campidano selbst, die zur musik der launeddas aufgeführt werden, wie etwa Fiorassiu, Puntu 'e organu und Mediana pippia.
Seit 2004 organisiert die folkgruppe "I Nuraghi" jeden sommer das International Folk Fest, bei dem gruppen aus aller welt auftreten und ihre kulturen präsentieren können.